# Christian Ritter
Christian Ritter, född cirka 1645-1650, död tidigast 1725, var en tysk organist och kompositör. 

## Biografi
Ritter var hovorganist i Halle på 1660- och 1670-talen. Han ska ha befunnit sig i Stockholm redan på hösten 1680, men antogs som organist i Hovkapellet först följande vår.
Under åren i Stockholm på 1680- och 1690-talen torde Ritter ha fungerat som vice hovkapellmästare, men specifikation saknas i hovets räkenskaper.
I början på 1680-talet komponerade han Vater Unser som han dedicerade till tyska församlingen. Han skrev också flera kyrkliga körverk och orgelmusik.